# Deutsche Presse-Agentur
Дойче Прессе-Агентур, ДПА (Deutsche Presse-Agentur GmbH) (DPA, в сучасній німецькій пресі у виносках — dpa) — найбільше німецьке інформаційне агентство. Випускає новини німецькою, англійською, іспанською та арабською мовами.

## Історія
У 1848 році було створено Телеграфне бюро Вольффа (Wolffs Telegraphisches Bureau). У 1934 році воно було об'єднано з Телеграфним союзом (Telegraphen-Union) в Німецьке інформаційне бюро (Deutsches Nachrichtenbüro). У 1946 році воно було перейменоване у Загальне німецьке інформаційне агентство (Allgemeine Deutsche Nachrichtendienst, ADN), паралельно їй в північних землях була створена Німецька служба преси (Deutscher Pressedienst, dpd), в південних землях — Німецьке інформаційне агентство (Deutsche Nachrichtenagentur, DENA), а в південно-західних землях — південно-німецьке інформаційне агентство (Süddeutsche Nachrichtenagentur, Südena). 18 серпня 1949 року dpd, DENA і Südena об'єдналися в DPA. 1 вересня 1949 року на новинній стрічці ДПА з'явилося перше повідомлення. У 1988 року у ДПА з'явилися власні кореспонденти. У 1972 році агентство мало своїх представників в 66 країнах і понад 100 зарубіжних замовників. У 1992 році ADN було приватизовано.

## Управління та структура
Дойче Прессе-Агентур — товариство з обмеженою відповідальністю; його акції належать різним друкованим та електронним ЗМІ, як громадським, так і комерційним. Більше ніж 100 країн користуються послугами DPA. Агентство підтримує свої бюро у більш ніж 80 країнах.

## Діяльність
DPA презентує себе незалежним та критичним спостерігачем. Німецьке інформаційне агентство зарекомендувало себе як надійний, точний і незалежний постачальник новин. Клієнти можуть користуватися великою глобальною мережею кореспондентів та редакторів. Збір новин повністю вільний від зовнішнього впливу -  гарантує DPA, відповідно до суворих вимог статуту, у якому йде мова, про те, що агентство повинно бути вільним від урядового впливу. На додаток до внутрішніх німецькомовних послуг, DPA пропонує світові новини англійською, іспанською та арабською мовами.  
Інформаційне агентство характеризується чималим обсягом контенту. Новини виходять у декількох форматах. Охоплюють всі класичні категорії: політику, бізнес і економіку, спільні інтереси, спорт, мистецтво і культура / розваги.

## DPA сьогодні
У Deutsche Presse-Agentur працює близько 700 штатних кореспондентів і більше 2 тисяч позаштатних співробітників приблизно в 100 країнах світу.
Штаб-квартира агентства знаходиться в Гамбурзі, в будівлі на Mittelweg 38. Там створюють основну новостійну стрічку для Німеччини, там же знаходиться і онлайн-редакція, де формують новини для різних країн Європи. Також у штаб-квартирі агентства формують новини міжнародної політики.

## Партнери
Приблизно 170 акціонерів DPA є лише медіа-компаніями, такими як видавці та мовники. Це робить акціонерів та клієнтів агентства в основному однаковими.
Відповідні акціонери можуть придбати максимум 1,5 відсотка акціонерного капіталу, так що вплив індивідуальних акціонерів значною мірою виключається. Акції електронних ЗМІ не можуть перевищувати 25 відсотків. Тяги NDR, WDR та ZDF проводять акції в DPA по 641 550 євро кожен. Це відповідає загальній частці 3,8 відсотка від загального капіталу. Разом мовники мають загальну частку 11,64 відсотка від загального капіталу. Однак у нинішній наглядової ради з Гердою Меуер (директор програми німецької Велл), Беттіна Шаустен (заступник головного редактора та керівник відділу Haupt-Redaktion Current, ZDF), Біргіт Венцієн (головний редактор Deutschlandfunk) 5 із 17 членів наглядової ради.
Таким чином, збори кожної газети за службу DPA вимірюються після видання, газети з дуже високим виданням є економічними для агентства важливіше, ніж місцева преса. З кінця 2019 року для DPA Kerndienste діюється нова цінова модель: продається видання та цифрове охоплення. Друк оцінюється трьома -одним по відношенню до цифрового типу.